# Publi Postumi Tubert
Publi Postumi Tubert (en llatí Publius Postumius Tubertus) va ser un magistrat romà del segle vi aC. Formava part de la gens Postúmia i portava el cognomen de Tubert.
Va ser elegit cònsol l'any 505 aC amb Marc Valeri Volús, i els dos cònsols van lluitar contra els sabins als que van derrotar decisivament a la vora de Tibur, obtenint els honors del triomf. Tubert va ser altre cop cònsol l'any 503 aC amb Agripa Meneni Lanat i segons Titus Livi va derrotar els auruncs. Però altres autoritats indiquen que va lluitar altre cop contra els sabins, primer amb poc èxit però després obtenint una nova victòria important, que li va permetre celebrar un triomf menor o ovació, homenatge que es va introduir per primera vegada a Roma.
L'any 493 aC va ser un dels deu ambaixadors enviats pel senat als revoltats del Mons Sacer durant la Secessio plebis. Quan va morir, en data desconeguda, va ser enterrat a la ciutat per les seves virtuts, privilegi conservat pels seus descendents.